# Ээр-Хавакский сумон
Сумон Ээр-Хавакский — административно-территориальная единица (сумон) и муниципальное образование со статусом сельского поселения в Бай-Тайгинском кожууне Тывы Российской Федерации.
Административный центр — село Дружба.

## Население
| 2017 |
| ---- |
| 721  |

## Состав сумона
| № | Населённый пункт | Тип населённого пункта       | Население |
| - | ---------------- | ---------------------------- | --------- |
| 1 | Дружба           | село, административный центр | →576      |
| 2 | Ээр-Хавак        | арбан                        | ↘167      |